# نبرد هلند
نبرد هلند نبردی است در جنگ جهانی دوم که در تاریخ ۱۰ می سال ۱۹۴۰ با حمله ارتش آلمان نازی به خاک هلند شروع شد. در ۱۴ می بیشتر ارتش هلند تسلیم ارتش آلمان نازی شد اما تعدادی از نیروهای هلندی مقاومت را در منطقه زیلاند ادامه دادند. این نیروها ۳ روز بعد در ۱۷ می تسلیم شدند و این نبرد پایان یافت. ارتش آلمان نازی در این حمله بخش‌های عظیمی از شهر روتردام را تخریب کرد و خاندان سلطنتی اورانژ را مجبور به فرار از شهر کرد و آن‌ها هم تا پایان جنگ و آزاد سازی هلند به آن جا بازنگشتند این حمله بخشی از حمله آلمان به فرانسه بود.